# Мондьян
Мондья́н (фр. и окс. Mondilhan) — коммуна во Франции, находится в регионе Юг — Пиренеи. Департамент — Верхняя Гаронна. Входит в состав кантона Булонь-сюр-Жес. Округ коммуны — Сен-Годенс.
Код INSEE коммуны — 31350.

## География
Коммуна расположена приблизительно в 640 км к югу от Парижа, в 70 км к юго-западу от Тулузы.
На западе коммуны протекает река Жес.

## Климат
Климат умеренно-океанический. Зима мягкая и снежная, весна характеризуется сильными дождями и грозами, лето сухое и жаркое, осень солнечная. Преобладают сильные юго-восточные и северо-западные ветры.

## Население
Население коммуны на 2010 год составляло 91 человек.
| 1962 | 1968 | 1975 | 1982 | 1990 | 1999 | 2010 |
| ---- | ---- | ---- | ---- | ---- | ---- | ---- |
| 193  | 173  | 139  | 123  | 107  | 80   | 91   |

## Экономика
В 2010 году среди 57 человек трудоспособного возраста (15—64 лет) 36 были экономически активными, 21 — неактивными (показатель активности — 63,2 %, в 1999 году было 68,0 %). Из 36 активных жителей работали 34 человека (20 мужчин и 14 женщин), безработных было 2 (1 мужчина и 1 женщина). Среди 21 неактивных 2 человека были учениками или студентами, 13 — пенсионерами, 6 были неактивными по другим причинам.

## Фотогалерея
- Церковь Св. Варфоломея
- Карта коммуны